# Olenecamptus sexplagiatus
Olenecamptus sexplagiatus là một loài bọ cánh cứng trong họ Cerambycidae.